# Ołeksandr Feszczenko
Ołeksandr Mychajłowycz Feszczenko, ukr. Oлександр Михайлович Фещенко (ur. 2 stycznia 1985 w Kijowie) – ukraiński piłkarz, grający na pozycji obrońcy.

## Kariera piłkarska

### Kariera klubowa
Wychowanek RWUFK Kijów, barwy którego bronił w juniorskich mistrzostwach Ukrainy (DJuFL). Karierę piłkarską rozpoczął 14 kwietnia 2006 w składzie Nafkomu Browary. W sierpniu 2008 przeniósł się do Kreminia Krzemieńczuk, w którym występował do lata 2009. Latem 2009 wyjechał do Mołdawii, gdzie został piłkarzem pierwszoligowego zespołu Iscra-Stali Rybnica. Podczas przerwy zimowej sezonu 2010/11 przeniósł się do FC Tiraspol.

## Sukcesy

### Sukcesy klubowe
- wicemistrz Mołdawii: 2010
- brązowy medalista Mistrzostw Mołdawii: 2013
- zdobywca Pucharu Mołdawii: 2013
- finalista Superpucharu Mołdawii: 2013